# 1130년

## 연호
- 남송(南宋) 건염(建炎) 4년
- 금(金) 천회(天會) 8년
- 일본(日本) 다이지(大治) 5년
- 서하(西夏) 정덕(正德) 4년
- 리 왕조(李朝) 티엔투언(天順) 3년

## 기년
- 남송(南宋) 고종(高宗) 4년
- 금(金) 태종(太宗) 8년
- 고려(高麗) 인종(仁宗) 8년
- 서하(西夏) 숭종(崇宗) 45년
- 리 왕조(李朝) 신종(神宗) 3년

## 탄생
- 남송의 유학자 주희(朱熹), 일명 주자.
- 고려(高麗)의 태자(太子) 대령후(大寧侯)